# Kership Lorient
Le chantier Kership Lorient (anciennement Alstom Leroux Naval, Aker Yards Lorient puis STX France Lorient) est un chantier naval situé sur le site du Rohu à Lanester, dans une commune jouxtant Lorient.

## Historique
Sous le nom Alstom Leroux Naval, il faisait partie de la division marine d'Alstom jusqu'en mars 2006. Ce chantier est acquis par la suite à la société norvégienne Aker Yards sous le nom d'Aker Yards Lorient. Depuis le rachat d'Aker Yards par le groupe coréen STX Offshore & Shipbuilding via STX Europe, en 2008, le chantier est une composante de STX France, administré par STX France Lorient.
En mai 2016, la coentreprise créée entre Piriou et de DCNS, Kership, est choisie pour la reprise du chantier STX de Lanester. La vente est finalisée en octobre de la même année, le chantier devient donc Kership Lorient,.
Après deux années de mise en sommeil – faute d'une charge d'activité suffisante pour les 42 employés (déployés sur les autres sites de Kership) –, il est réactivé en 2019 avec les nouvelles commandes de la société mère comprenant trois patrouilleurs hauturiers de la classe Gowind (OPV 90) pour la marine argentine et douze navires de guerre des mines (au sein du consortium Belgium Naval & Robotics réunissant Naval Group et ECA) pour la marine belge et la marine néerlandaise, permettant de remplir un cahier de charge de travail sur dix ans,.